# Peterman (Alabama)
Peterman es un lugar designado por el censo ubicado en el condado de Monroe en el estado estadounidense de Alabama. En el Censo de 2010 tenía una población de 89 habitantes y una densidad poblacional de 130,74 personas por km².

## Geografía
Peterman se encuentra ubicado en las coordenadas 31°35′1″N 87°15′47″O / 31.58361, -87.26306. Según la Oficina del Censo de los Estados Unidos, Peterman tiene una superficie total de 1.1 km², de la cual 1.1 km² corresponden a tierra firme y (0%) 0 km² es agua.

## Demografía
Según el censo de 2010, había 89 personas residiendo en Peterman. La densidad de población era de 130,74 hab./km². De los 89 habitantes, Peterman estaba compuesto por el 86.52% blancos, el 8.99% eran afroamericanos, el 1.12% eran amerindios, el 0% eran asiáticos, el 0% eran isleños del Pacífico, el 0% eran de otras razas y el 3.37% pertenecían a dos o más razas. Del total de la población el 0% eran hispanos o latinos de cualquier raza.